# Humberto Sousa Medeiros
Humberto Sousa Medeiros (ur. 6 października 1915 w Arrifes, Portugalia, zm. 17 września 1983 w Bostonie) – amerykański duchowny katolicki pochodzenia portugalskiego, arcybiskup Bostonu i kardynał.

## Życiorys
Urodził się na jednej z wysp na Azorach. Rodzina wyemigrowała do Ameryki i zamieszkała w Fall River. Ukończył studia na uniwersytecie w Waszyngtonie. Święcenia kapłańskie uzyskał 15 czerwca 1946 z rąk biskupa Fall River Jamesa Edwina Cassidy'ego. Został skierowany na dalsze studia do Rzymu gdzie ukończył studia na Uniwersytecie Gregoriańskim. Powrócił do rodzinnej diecezji i pełnił funkcję kanclerza w latach 1952–1966.
14 kwietnia 1966 otrzymał nominację na biskupa Brownsville. Sakry udzielił ordynariusz Fall River James Louis Connolly. W 1970 uzyskał awans na arcybiskupa Bostonu. Kapelusz kardynalski otrzymał w 1973 z tytułem prezbitera S. Susannae. Brał udział w obu konklawe 1978.
Zmarł podczas operacji na otwartym sercu. Pochowany został w rodzinnym grobowcu na cmentarzu w Fall River.